# 河野一勢
河野 一勢（こうの いっせい、1967年1月2日 - ）は、日本の実業家、投資家、トレーダー。

## 人物
慶應義塾高等学校を経て、1986年に慶應義塾大学経済学部を卒業後、ソロモン・ブラザーズ証券会社に入社し、ニューヨーク本社、SSBシティ・アセットマネジメント株式会社などに勤務。2001年から2006年まで、ロバーツ・ミタニ・LLC（投資銀行）の駐日代表を務める。2007年から2012年まで、慶應義塾大学大学院政策・メディア研究科の准教授を務める。
2012年より、チャリティ活動を中心に活動している。